# Дрезденская подвесная дорога
Дрезденская подвесная дорога (нем. Schwebebahn Dresden) — вид общественного транспорта в Дрездене (Германия). Расположена в долине реки Эльба. Технически представляет собой подвесной монорельс. По конструкции дрезденская подвесная дорога аналогична вуппертальской, но на дрезденской дороге вагоны приводятся в движение тросом, по принципу фуникулёра.

## История
Дрезденская подвесная дорога была построена в 1899—1900 годах и открыта 6 мая 1901 года. Конструктор дороги — инженер Ойген Ланген (нем. Eugen Langen), который ранее спроектировал подвесной монорельс для Вупперталя. Во время Второй мировой войны система не пострадала, но с 1984 по 1992 года дорога не действовала (была закрыта на реконструкцию). В 2002 году дорога опять была реконструирована, в ходе чего была перестроена нижняя станция.

## Описание системы
Трасса дороги соединяет Лошвиц (нем. Loschwitz) и Оберлошвиц (нем. Oberloschwitz). Протяжённость трассы составляет 273 метра, перепад высот — 84 метра. Таким образом уклон составляет 39,2 %. Трасса состоит из двух параллельных рельсов, которые опираются на 33 опоры, высота которых достигает 14 метров. По трассе курсируют два вагона, каждый вмещает до сорока пассажиров. Вагоны связаны между собой тросом, таким образом их движение чётко синхронизировано. Трос протянут от одного вагона к другому через верхнюю станцию, где находится привод системы (электродвигатель). Электродвигатель развивает сравнительно небольшую мощность, так как при движении поднимающийся и опускающийся вагоны практически уравновешивают друг друга.
Максимальная скорость вагона составляет 2,5 м/с.

## Организация работы
Дорога эксплуатируется организацией Dresdner Verkehrsbetriebe AG, которая также эксплуатирует другие виды городского транспорта Дрездена — трамвай, автобус и традиционный фуникулёр Standseilbahn Dresden.